# Queen Dance Traxx I
"Queen Dance Traxx I" is een muziekalbum uit 1996 met 16 verschillende, met name Duitse, artiesten die elk een danceversie van een nummer van Queen coveren. Ondanks de 'I' in de titel is er geen vervolg op dit album gekomen. 
Het album bereikte in december 1996 de twaalfde positie in de Nederlandse compilatie-album top 100. Ook in andere Europese landen werd het album een bescheiden succes.
Van het nummer zijn twee singles gehaald: Another One Bites the Dust van Queen Dance Traxx feat. Captain Jack (nr. 14 in de Nederlandse Top 40), en Bicycle Race van Queen Dance Traxx feat. Blossom welke niet verder kwam dan de Nederlandse Tipparade.

## Tracklist
1. Captain Jack - Another One Bites the Dust
2. Scatman John - The Invisible Man
3. Mr. President - A Kind of Magic
4. Ex It - I Want It All
5. Culture Beat - Under Pressure
6. Worlds Apart - I Was Born to Love You
7. Masterboy - I Want to Break Free
8. Blossom/Blümchen* - Bicycle Race
9. Magic Affair - Bohemian Rhapsody
10. E-rotic - Who Wants to Live Forever
11. U96 - Flash's Theme
12. Queen Dance Traxx feat. DJ BoBo - Radio Ga Ga
13. Voice - Scandal
14. Interactive - We Will Rock You
15. Music Instructor - Friends Will Be Friends
16. Acts United - We Are the Champions

* In Duitstalige landen wordt de artiest als Blümchen opgevoerd, daarbuiten als Blossom.